# Hagedal, Hukeri
Hagedal là một làng thuộc tehsil Hukeri, huyện Belgaum, bang Karnataka, Ấn Độ.